# ICAI Romanazzi
ICAI Romanazzi Srl ist ein italienischer Karosserie- und Aufbauhersteller, der früher auch Automobile herstellte und unter eigenem Markennamen anbot.

## Unternehmensgeschichte
Stefano Romanazzi gründete 1907 in Putignano die Werkstatt Officine Romanazzi für die Reparatur und den Bau von Kutschen, später auch von Pferdebahnen und Automobilen. 1912 verlegte der Sohn Nicola Romanazzi den Unternehmenssitz nach Bari. Seit dem Ende des Zweiten Weltkriegs liegt der Schwerpunkt der Produktion bei Aufbauten für Nutzfahrzeuge. Es besteht eine Zusammenarbeit mit Irisbus. 1953 wurden auch Automobile hergestellt.

## Automobile
Das einzige Modell war ein Dreirad, bei dem sich das einzelne Rad vorne befand. Basis war die Piaggio Ape. Der Fahrer saß vorne im überdachten Aufbau auf einem Motorradsattel hinter einer gewölbten Windschutzscheibe aus Plexiglas. Dahinter war eine Sitzbank mit Platz für zwei Personen.